# ターロック・オキャロラン
ターロック・オキャロラン（英: Turlough O'Carolan、愛: Toirdhealbhach Ó Cearbhalláin、1670年 - 1738年3月25日）は、アイルランドの伝説的な盲目のハープ奏者にして作曲家である。トゥールロホ・オ・カロランと表記されることもある。今日知られているだけで200を超える曲を遺し、アイルランドに於て「国民的作曲家」「アイルランド最後の吟遊詩人」と称せられている。彼の哀愁を誘う作風は、広くかの国民に愛され、今もなお多くの人に弾き継がれている。
1670年にミース県、ノッバー(Nobber)の近くに生まれる。隣町のクルーズタウン(Cruisetown)にある学校に通学していたが、鍛冶屋であった父親がロスコモン県バリーファーノン(Ballyfarnon)に鉄工所を所有するマクダーモット・ロー(MacDermott Roe)家に雇用されると、14歳で家族と共にそちらに移住。しかし、マクダーモット・ロー家の庇護の下、変わらずその学校に通い続けることが出来た。若くして詩才の片鱗を見せるものの、18歳で天然痘のために失明した。当時、視覚障害では稼ぎの多い仕事に就くことは困難であったが、彼は次第に音楽、特にハープの演奏に傾倒した。マクダモット・ロー夫人は彼を地元のハープ奏者の見習にし、3年後、十分に職業音楽家となる準備が出来たと思われたとき、夫人はハープと馬、介添人をカロランに与え、旅に送り出した。彼はその後、アイルランド各地を旅し、ほぼ50年に渡り土地土地の雇い主のための歌を作り歩いた。
略称では英語式にオキャロラン、あるいはアイルランド語に近いオ・カロランなどと読まれることが多いが、「Ó ～」は本来「～の孫(子孫)」を意味するアイルランド語（ゲール語）の姓の形式であり、アイルランド語では姓のみを呼ぶときには省いて称する。近年は日本でもアイルランド語の発音・慣習に従って、トゥールロホ・オ・カロラン：略称カロランとする表記・呼称も増えてきた。
1720年、ファーマナ県のメヌリー・マグワイアと結婚。彼らはリートリム県のモヒル(Mohill)近くの小さな農園に住み、六人の娘と一人の息子をもうけた。メアリー・マグワイアは1733年に亡くなったが、その時、カロランは彼女の死を悲しむ素晴らしい哀歌を書いている。
1738年、最も恩義のあったマクダーモット家に帰り、最期を迎える。彼の死後4日間、ハープ奏者や地元の友人たちが集い、大規模な別れの宴が催された。死後5日目に葬儀が行われ、キルロナン墓地にある、マクダーモット・ロー家の墓所に葬られた。
1976年から発行されていたアイルランドの50ポンド紙幣に肖像が使用されていた。

## 代表作
彼が作る曲は、主にパトロンの求めに応じて作ったり、パトロンの記念日、例えば結婚式などで自発的に作曲して贈る、あるいは友人のために作るというふうに、特定の人に向けられたものが多い。こういった曲を、カロランはプランクスティー(planxty)と命名していた。
- エレナー/エレノア・プランケット (Eleanor Plunkett)
エレノア・プランケットは、ミース県ロバーツタウン(Robertstown)で、カロランが最後に仕えた主人である。音楽的にとてもユニークな曲として知られる。前半6小節、後半10小節の2つの楽節から成り、多くの場合、それぞれ2回ずつ繰り返して演奏されるが、西洋音楽的な終止の形をとらず、ト調(G)でありながらニ(D)の音で終わる。
- キャロランのコンチェルト (O'Carolan's Concerto)
Mrs. Powerというタイトルでも知られる。カロランがゴールウェイ県でデーヴィッド・パワーというパトロンに仕えていた時に作曲された。ヴィヴァルディやコレルリの影響を受けたイタリア風の曲であり、メイヨー県の領主に仕えていたイタリア人作曲家フランチェスコ・ジェミニアーニとの競作の結果生まれた曲であると言われている。
- 音楽への別れ (Farewell to music)
カロランが最期に作曲した曲。死期が迫っていることを悟ったカロランが、最初の主人であったマクダーモット・ロー夫人の元に帰り数週間を過ごした時、最期の力を振り絞って作曲した一作であると伝えられている。
- シーベグ・シーモア (Sí Bheag, Sí Mhór／Sheebeg and Sheemore)
カロランが初めて作ったと言われている作品である。「小さな妖精(の丘)と大きな妖精(の丘)」という意味。アイルランド語の発音では「シーヴェグ・シーウォア[要出典]」。最初に訪れたリートリム県のジョージ・レイノルズという貴族は、彼の演奏の拙さを、「指より舌を使った方がよいものが出来るだろう」と指摘し、二つの妖精の軍隊の戦争に関する地元の伝説を聞かせ、作曲の才能を試したという。彼は、出来上がったこの曲を大層気に入り、もっと作曲の才能を伸ばすように助言し、励ましたと伝えられている。このこともあって、カロランは生涯曲を作り続けることになった。